# فريتز ستيرنبيرغ
فريتز ستيرنبيرغ (بالألمانية: Fritz Sternberg)‏ (و. 1895 – 1963 م) هو اقتصادي، وسياسي، وصحفي من ألمانيا، والولايات المتحدة، ولد في فروتسواف، توفي في ميونخ، عن عمر يناهز 68 عاماً.

## روابط خارجية
- فريتز ستيرنبيرغ على موقع مونزينجر (الألمانية)